# Cantó de Toló-7
El cantó de Toló-7 és un cantó francès del departament de la Var, situat al districte de Toló. Compta amb part del municipi de Toló.

## Municipis
- Toló

## Història
| Data d'elecció                           | Identitat       | Partit                        | Qualitat |
| ---------------------------------------- | --------------- | ----------------------------- | -------- |
| 1973-2008                                | Louis Bernardi  | UDR, després RPR, després UMP |          |
| 2008-                                    | Hélène Audibert | UMP                           |          |
| les dades anteriors no són pas conegudes |                 |                               |          |
|                                          |                 |                               |          |

| 1962 | 1968 | 1975 | 1982 | 1990  | 1999  | 2006  |
| ---- | ---- | ---- | ---- | ----- | ----- | ----- |
| -    | -    | -    | -    | 9.866 | 9.647 | 9.634 |